# Damastes sikoranus
Damastes sikoranus är en spindelart som beskrevs av Embrik Strand 1906. Damastes sikoranus ingår i släktet Damastes och familjen jättekrabbspindlar.
Artens utbredningsområde är Madagaskar. Inga underarter finns listade i Catalogue of Life.